# J0613+52
J0613+52 est une galaxie composée essentiellement de gaz primordial détectée à la suite d'une erreur de coordonnées par le radiotélescope GBT de l'Observatoire de Green Bank.

## Découverte
Les recherches de galaxies à faible brillance de surface sont faites conjointement avec les radiotélescopes d'Arecibo (avant son effondrement) et le radiotélescope de Nançay. En 2024, l'équipe a observé 350 galaxies à faible brillance de surface en recherchant l'hydrogène gazeux. Lors de la confirmation d'une détection d'une autre galaxie faite avec le radiotélescope de Nançay, une erreur de coordonnées a pointé le radiotélescope GBT sur cette galaxie gazeuse sans étoile apparente. Elle a été baptisée d'après les coordonnées de sa position céleste,.

## Caractéristiques

### Composition
D'après les observations de l'équipe de Karen O'Neil, scientifique principale à l’observatoire de Green Bank, J0613+52 a les mêmes caractéristiques de masse et de gaz qu'une galaxie spirale mais sans étoile apparente. La galaxie est riche en gaz et semble intacte et sous-développée. Elle est trop éloignée d'autres galaxies pour déclencher la formation d’étoiles lors d'éventuelles interactions des forces de marée. J0613+52 pourrait être la première découverte d’une galaxie proche constituée de gaz primordial d'hydrogène HI de deux milliards de 1 M☉,. 

### Position et rotation
La galaxie se situe à 270 millions d'années-lumière et tourne sur elle-même à une vitesse de 100 km/s.

### Brillance
Le manque d'étoiles ou la raréfaction des étoiles entraîne un manque de luminosité de la galaxie, ce qui la classe dans les galaxies à faible brillance de surface.

## Caractéristiques inexpliquées
D'après ses découvreurs, J0613+52 est probablement la première galaxie proche constituée de gaz primordial sans étoile apparente.
Sa proximité à 270 millions d'années lumière la catalogue dans les vieilles galaxies, mais son gaz primordial intact et son sous-développement n'entrent pas dans le modèle cosmologique standard. Les astronomes espèrent approfondir les propriétés de cette sombre galaxie primordiale à l’aide d’instruments avancés tels que le Very Large Array (VLA) et le Grand Télescope binoculaire (LBT).